# Ottoschmidtia microphylla
Ottoschmidtia microphylla là một loài thực vật có hoa trong họ Thiến thảo. Loài này được (Griseb.) Urb. mô tả khoa học đầu tiên năm 1927.